# L'Aljorf
L'Aljorf és un barri agregat el 6 de novembre de 1888al municipi d'Albaida, a la Vall d'Albaida, al País Valencià, que està situat a l'esquerra del riu Albaida, aigua avall i a molt poca distància d'aquesta ciutat.

## Geografia
L'Aljorf està situat 85 km al sud de la ciutat de València, amb la qual es comunica per autovia, oferint una localització estratègica per sobre del marge esquerre del riu Albaida i a una altitud mitjana sobre el nivell del mar de 275 metres.
L'Aljorf està a la riba esquerra del riu Albaida, precisament, el nom de al-jorf és un terme àrab que vol dir: "la riba o tallat del riu". El territori és ondulat, sense grans altures de mitjana. El municipi està situat sobre un turó, té carrers amples de antiga traça.

### Accessos
L'Aljorf es un municipi molt accessible, ja que s'hi pot accedir des de molts punts, ja que Albaida (població mare) facilita tot açò amb les grans carreteres que domina, s'hi accedeix des de València, s'accedeix a aquesta localitat a través de la A-35 per enllaçar amb l'A-7, autovia de les comarques centrals, a l'eixida 17 s'agafa la CV-641 que va directament a l'Aljorf. També es pot accedir des de Xàtiva per l'N-340, a través de la Serra Grossa i des de Gandia, s'accedeix a través de la CV-60. Des d'Alacant, el camí més ràpid és per mitjà de la A-7 que naix en Sant Vicent del Raspeig.

## Política i govern

### Economia
L'activitat agrícola s'uneix amb la indústria tèxtil i amb la cera. L'economia s'ha basat tradicionalment en l'explotació agrícola del seu terme, i l'agricultura és fonamentalment de secà, produint fruites, hortalissa, olives i garrofes, on la principal producció és la de raïm de taula. Cal destacar també la presència d'oliveres, ametllers i tarongers.

## Llocs d'interès

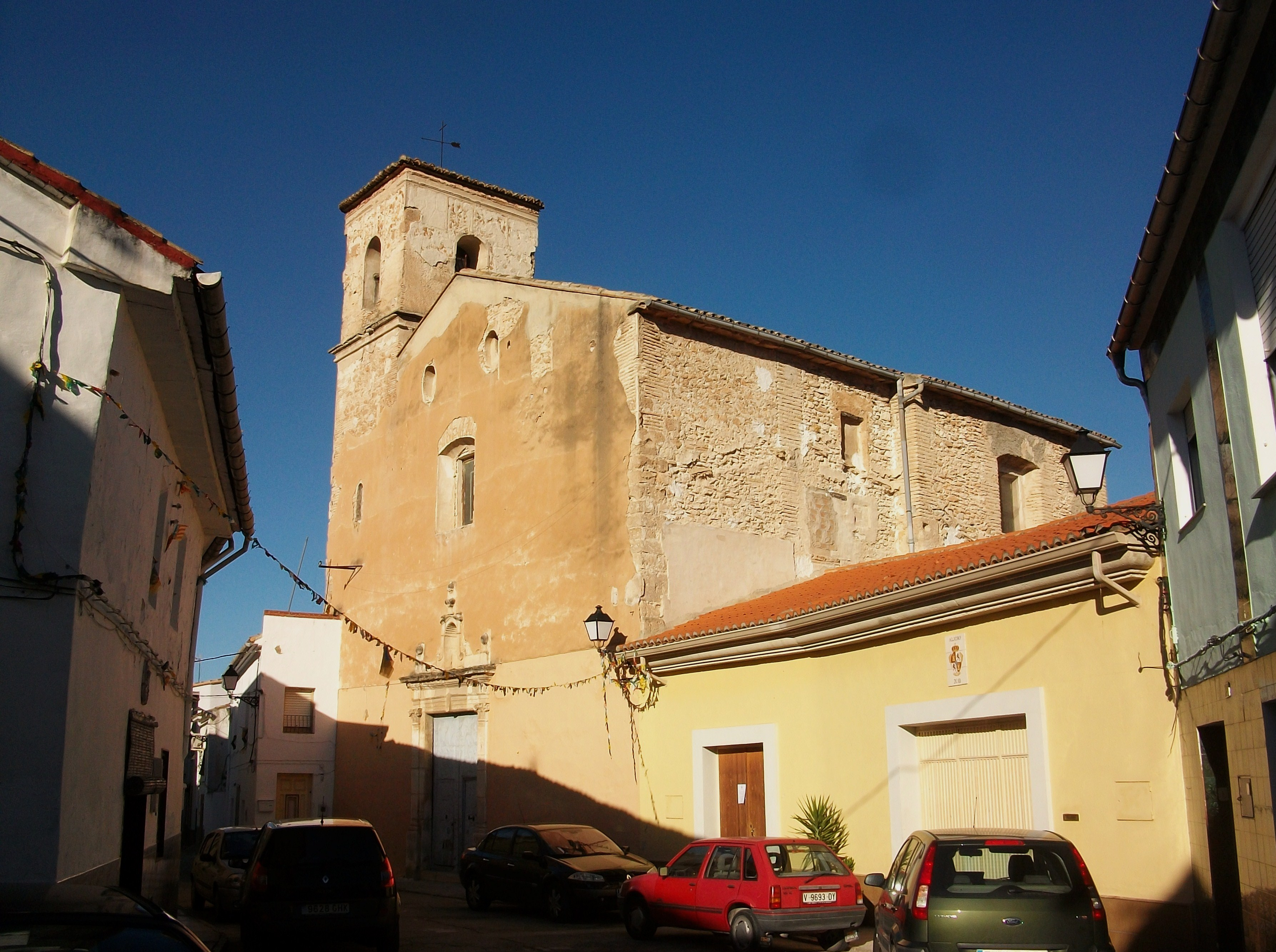
Església de l'Aljorf.

L'església parroquial de la Nativitat: és un temple catòlic situat al carrer de l'Església, al barri de l'Aljorf, en el municipi d'Albaida. És un bé de rellevància local amb identificador nombre 46.24.006-021. Construïda al segle xviii i inaugurada el 22 de setembre de 1771, té un campanar de planta quadrada, amb dos cossos i sense rematada.
Les festes patronals és celebraven del 3 al 7 d'agost en honor de Sant Domingo de Guzmàn, la Mare de Déu del Rosari i el Beat Nicolau Factor. A partir del 2020, i per a que totes les aljorfines i aljorfins puguen tornar a les festes, seran el cap de setmana després de celebrar la fira de Sant Jaume (25 de juliol) a Albaida.
A l'hivern també estan les festes de Sant Antoni Abat que és celebren el cap de setmana després de fer-ho en el barri de Sant Antoni d'Albaida.

### Altres llocs d'interès

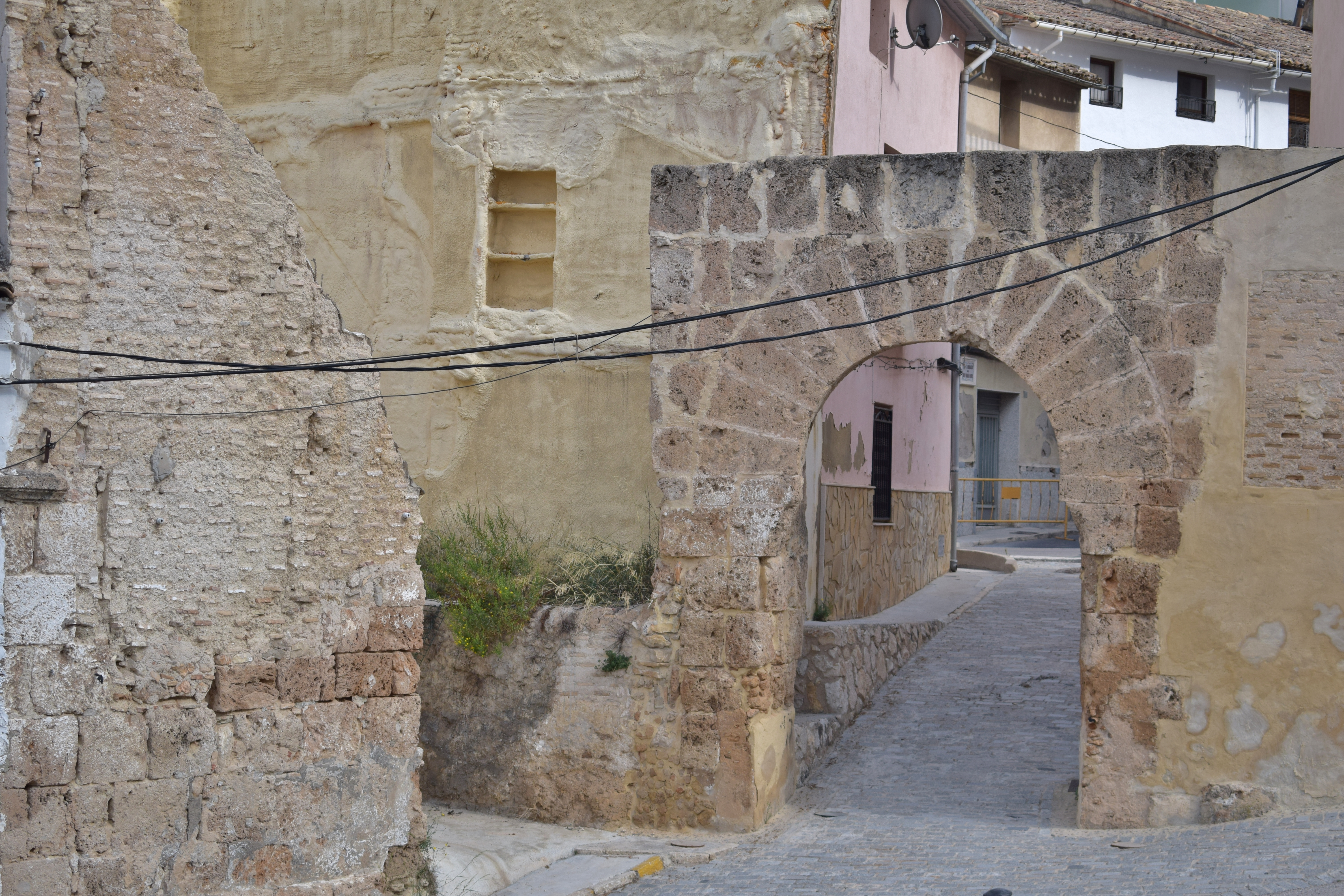
Portal de l'Aljorf.

- Porta de l'Aljorf: localitzada entre la vila i el barri de l'Aljorf. Es tracta d'una de les portes d'accés al recinte emmurallat del segle xiii, i permetia l'accés a la part més baixa del poble. Al llarg del segle xx la part baixa de la porta es va fer més ampla perquè poguessin passar els vehicles sense dificultat.
- Ermites: A l'Aljorf es troba l'ermita del Roser (ermita de les anomenades de Reconquesta).
- Fonts de pedra: al municipi hi ha diferents i rellevants fonts de pedra.

## Música
L'Aljorf és un municipi amb poca tradició de la música, així i tot podem trobar:
- Grup de Percussió, Metall i Dolçaina "Raval Jussà"